# Ruben Gabrielsen
Lunan Ruben Gabrielsen (Gjøvik, 10 marzo 1992) è un calciatore norvegese, difensore del Lillestrøm.

## Carriera

### Club
Gabrielsen ha iniziato la carriera nelle giovanili del Toten, prima di essere ingaggiato dal Gjøvik-Lyn. Ha esordito per la nuova squadra il 6 febbraio 2008, quando è subentrato nel secondo tempo in luogo di Dan Nordheim nel successo per 0-1 in casa dello Hadeland, nel Norgesmesterskapet 2008. Il 24 aprile dello stesso anno è andato a segno nella vittoria per 0-6 in trasferta sul campo del Fart.
Nel 2009, è stato acquistato dal Lillestrøm. Ha debuttato in data 4 aprile, quando è subentrato a Pål Steffen Andresen: in questo modo è diventato il calciatore più giovane ad aver esordito con la maglia del Lillestrøm, a 17 anni e 25 giorni. Il 3 luglio 2011 ha realizzato la prima rete nella massima divisione norvegese, nella vittoria per 2-1 sul Viking. Il 31 gennaio 2013 ha rinnovato il contratto che lo legava al Lillestrøm per altre tre stagioni.
Il 16 luglio 2014, il Molde ha annunciato sul proprio sito internet d'aver trovato un accordo con il Lillestrøm per il trasferimento di Gabrielsen. Il 4 ottobre 2014 ha vinto il campionato 2014 con il suo Molde, raggiungendo matematicamente il successo finale con quattro giornate d'anticipo grazie alla vittoria per 1-2 sul campo del Viking. Il 23 novembre successivo, il Molde ha centrato il successo finale nel Norgesmesterskapet 2014, ottenendo così il double.
Il 27 febbraio 2017 ha rinnovato il contratto che lo legava al club fino al 2019.
Il 23 dicembre 2019, in scadenza di contratto, è stato ceduto al Tolosa, con cui firma un triennale.
Il 31 agosto 2021 è stato ceduto in prestito per 4 mesi al Copenaghen.
A fine prestito ha fatto ritorno al Tolosa, con cui ha rescisso il contratto il 23 gennaio 2022.
Un giorno dopo essersi svincolato ha firmato un contratto di due anni per l'Austin FC.
Il 5 gennaio 2023 è stato reso noto il suo ritorno in Norvegia, al Lillestrøm: ha firmato un accordo valido fino al 31 dicembre 2027.

### Nazionale
Gabrielsen ha rappresentato la Norvegia a livello Under-15, Under-16, Under-17, Under-18, Under-19, Under-20, Under-21 e Under-23. Ha esordito per la selezione Under-21 in data 1º giugno 2014, schierato titolare nel successo per 0-1 contro l'Azerbaigian.
Il 22 maggio 2016, il commissario tecnico Per-Mathias Høgmo ha convocato per la prima volta Gabrielsen in Nazionale maggiore in vista delle partite amichevoli contro Islanda e Belgio, che si sarebbero disputate pochi giorni dopo.

## Statistiche

### Presenze e reti nei club
Statistiche aggiornate al 26 dicembre 2019.
| Stagione          | Club              | Campionato        | Campionato | Campionato | Coppe nazionali | Coppe nazionali | Coppe nazionali | Coppe continentali | Coppe continentali | Coppe continentali | Supercoppe | Supercoppe | Supercoppe | Totale | Totale |
| Stagione          | Club              | Comp              | Pres       | Reti       | Comp            | Pres            | Reti            | Comp               | Pres               | Reti               | Comp       | Pres       | Reti       | Pres   | Reti   |
| ----------------- | ----------------- | ----------------- | ---------- | ---------- | --------------- | --------------- | --------------- | ------------------ | ------------------ | ------------------ | ---------- | ---------- | ---------- | ------ | ------ |
| 2008              | Gjøvik-Lyn        | 3D                | ?          | ?          | CN              | ?               | ?               | -                  | -                  | -                  | -          | -          | -          | ?      | ?      |
| 2009              | Lillestrøm        | ES                | 6          | 0          | CN              | 1               | 0               | -                  | -                  | -                  | -          | -          | -          | 7      | 0      |
| 2010              | Lillestrøm        | ES                | 3          | 0          | CN              | 0               | 0               | -                  | -                  | -                  | -          | -          | -          | 3      | 0      |
| 2011              | Lillestrøm        | ES                | 24         | 1          | CN              | 3               | 0               | -                  | -                  | -                  | -          | -          | -          | 27     | 1      |
| 2012              | Lillestrøm        | ES                | 16         | 0          | CN              | 3               | 1               | -                  | -                  | -                  | -          | -          | -          | 19     | 1      |
| 2013              | Lillestrøm        | ES                | 0          | 0          | CN              | 0               | 0               | -                  | -                  | -                  | -          | -          | -          | 0      | 0      |
| gen.-lug. 2014    | Lillestrøm        | ES                | 14         | 2          | CN              | 4               | 0               | -                  | -                  | -                  | -          | -          | -          | 18     | 2      |
| Totale Lillestrøm | Totale Lillestrøm | Totale Lillestrøm | 63         | 3          |                 | 11              | 1               |                    | -                  | -                  |            | -          | -          | 74     | 4      |
| lug.-dic. 2014    | Molde             | ES                | 10         | 0          | CN              | 1               | 0               | UEL                | 1                  | 0                  | -          | -          | -          | 12     | 0      |
| 2015              | Molde             | ES                | 15         | 1          | CN              | 4               | 0               | UCL                | 4+9                | 0                  | -          | -          | -          | 32     | 1      |
| 2016              | Molde             | ES                | 29         | 0          | CN              | 1               | 0               | -                  | -                  | -                  | -          | -          | -          | 30     | 0      |
| 2017              | Molde             | ES                | 27         | 3          | CN              | 3               | 0               | -                  | -                  | -                  | -          | -          | -          | 30     | 3      |
| 2018              | Molde             | ES                | 25         | 2          | CN              | 1               | 0               | UEL                | 8                  | 0                  | -          | -          | -          | 34     | 2      |
| 2019              | Molde             | ES                | 26         | 2          | CN              | 1               | 0               | UEL                | 5                  | 0                  | -          | -          | -          | 32     | 2      |
| Totale Molde      | Totale Molde      | Totale Molde      | 132        | 8          |                 | 11              | 0               |                    | 27                 | 0                  |            | -          | -          | 170    | 8      |
| gen.-giu. 2020    | Tolosa            | L1                | 0          | 0          | CF+CdL          | 0               | 0               | -                  | -                  | -                  | -          | -          | -          | 0      | 0      |
| Totale carriera   | Totale carriera   | Totale carriera   | 195+       | 11+        |                 | 22+             | 1+              |                    | 27                 | 0                  |            | -          | -          | 244+   | 12+    |

## Palmarès

### Club

#### Competizioni nazionali
- Campionato norvegese: 2

Molde: 2014, 2019
- Coppa di Norvegia: 1

Molde: 2014